# ماسيل
ماريا فيليكس دى لوس أنجليس سانتاماريا اسبينوزا، وعرفت بأسم ماسيل بعد ذلك، وهي مطربة إسبانية، وقد حصلت على جائزة في مسابقة الأغنية الأوربية بأغنية لا، لا، لا في عام 1968.

## سيرتها الذاتية

### السنوات الأولى
ولدت مايسل في 2 أغسطس 1947، في مدريد لأم وأب ذواصل أسترالى. وقد كان والدها منظم للموسيقى في معهد الموسيقى. وقد عرفت بأسمها المسرحى وذلك من خلال معلمها بنادى الباليه.
قدمت ماسيل أول حفلاتها في مدريد عام 1966. وفي 29 مارس 1968 فقد قامت ماسيل بتمثيل أسبانيا في مسابقة الأغنية الأوروبية، وارادت جون مانويل سيرات أن يكتب كلمات أغانيتها بدلا منها. ورفض الممثل الأصلى لأسبانيا في هذه المسابقة التحدث باللغة الأسبانية. وقد قامت ماسيل قبل هذه المسابقة، بعمل جولة سياحية لمدة 9 أيام في المكسيك. وعندما عادت إلى إسبانيا، قد بدأت بتعلم الغناء، وغنت أغنياتها ب 5 لغات. وفي 6 أبريل حصلت على جائزة مسابقة الأغنية الأوروبية.
وقد تم اتهامها مؤخرا بتهمة أخذ رشوة من قناة تي في أي بالتلفزيون الأسبانى، بناء على طلب من الجنرال فرانكو.

### السنوات التالية
وفي خلال هذه السنوات فقد قامت بعرض وغناء العديد من أنواع الموسيقى المختلفة. وقد تم عرض انها أصدرت ما يقرب من 50 ألبوم، وتعاملت مع أكثر من 5 شركات إنتاج في حياتها، وهما زافيرو، بوليجرام، هيسبافوكس، بات ديسكوس، ايماستور.
وفي عام 2006 فقد قررت انهاء حياتها الموسيقية، وذلك من خلال جمع أغنياتها في سي دى وذلك بداء من عملها في عام 1966.

## أعمالها الفنية

### الأغانى المختارة
-1966: (كان صديقى)، (الضحك على التفكير)
-1967: الورود في البحر
-1967: هوليا رقم 1
-1967 : العيون الحزينة، ميرلوس، طواحين الهواء والشمس
-1968" (لالالا) (الأفكار والمشاعر)
-1968: (لالالا) (الألمانية)، الدولية
-1968: (لالالا) (الأفكار والمشاعر) الدولية
-1968: (لالالا) (هو يعطينى الحب) (لالالا) الدولية
-1968: (لالالا) (النجوم تعرف) الدولية
-1968: (لالالا) (الورود في البحر) الدولية
-1968: (دع الزهور) (الشمس منتصف الليل)
-1968: (الصخور والبحر) (الحياة والموت)
-1968 : (الأطفال والرجال) (الخلف الشعبي)
-1969 : (امين) (أوه يطير)
-1970: صفارات الأنذار تغنى/الأغانى
-1970: وراء الجبل/البحرية القديمة
-1971: الحب نائما
-1972 : (القصة من مارى ساندرز، القصة من المتعة)
-1973: كسر الصمت، التشغيل تشغيل
-1977 : (أنت تسألنى إذا انا سعيد) (العيش)
-1982: أنت/ دى 7 ايه 9
-1982: هارد تايمز/مجنون
-1983: بحار/امرأة أخرى
-1983: شرب له/أوه الطفل
-1983: أقوى/وقف القتال
-1984: الأكورديون
-1984: سأبدأ من جديد/أنت أذهب
-1985: البقرة ثنية/الأوراق العطرية
-1985: الورود في البحر
-1985: أكثر ما يمكن
-1986: سيعود/ اليوم بدأت التفكير بك
-1986: ما لم يتغير بالنسبة لك / بعد فترة وجيزة من 2012
-1990 : هذا هو شعبي

### قائمة الألبومات
-1966 (قل لا)
-1968: (الغناء من أجل الحياة)
-1970: مايسل في المكسيك
-1972: برتولت بريخت القص
-1972: أفضل من ماسيل
-1975: لايف
-1976: كاربين 30-30
-1977: الخط
-1981: هارد تايمز
-1982: الورود في البحر
-1983: قلب من حديد
-1984: سولا، صدر
-1985: مايسل ين ديس، حفلة
-1986: من الداخل
-1990: ديسليس
-1993: الفارغ تحقق
-1997: الاستقامة
-1997: البورتريه الذاتى: الأفضل في مايسل
-1998: جراندس أيكتوس
-1999: جميع التسجيلات في بولدور (1976-1977)
-2003 : السنوات الأولى (1966-1975) 2 سي دي
-2007: برتولت بريخت (سي دي +كتاب)
-2008: ألبومات (أصوات مختلفة)

## الروابط الخارجية
- ماسيل على موقع IMDb (الإنجليزية)
- ماسيل على موقع ميوزك برينز (الإنجليزية)
- ماسيل على موقع أول ميوزيك (الإنجليزية)
- ماسيل على موقع ديسكوغز (الإنجليزية)
- ماسيل على موقع قاعدة بيانات الفيلم (الإنجليزية)

-(كانتاندو على غرار فيدا)، فيلم بأنترنت فيرتبانى
-سقوط ماسيل من الطابق الثانى من الأخبار السيئة (بالأسبانية)
-التعفن : أغنية لالا بالكلمات الأنجليزية، والفرنسية
-يوتيوب الأداء في مسابقة الأغنية الأوروبية (فيديو)